# Santo Domingo Tlatayapam
Santo Domingo Tlatayapam là một đô thị thuộc bang Oaxaca, México. Năm 2005, dân số của đô thị này là 146 người.